# Стефан Попов (анархист)
Вижте пояснителната страница за други личности с името Стефан Попов.
Стефан Попов (10 юни 1925 – 10 август 2017) е български анархист, политически затворник и концлагерист.
Роден в село Конуш, а учи в строителен техникум в Ксанти, но заради деветосептемврийския преврат от 1944 г. се премества в София. Ходи по политически митинги и симпатизира на РМС. На 12 септември 1944 г. на митинг в Хасково се запознава и слуша думите, произнесени от Манол Васев. През есента на 1945 г. случайно зачита анархистическия вестник „Работническа мисъл“. Там прочита за френския географ и теоретик на анархизма Елизе Реклю. От брошура, свързана със СССР, разбира, че в Русия селяните не са пускани да отидат до друго село без разрешение от властите. Вестникът пише за истински безвластнически комунизъм. Това се харесва на него и на хората, с които дружи. При срещите си с Манол Васев тръгва по пътя на анархизма. Сближават се и с Делчо Василев.
Като войник в казармата Стефан Попов е арестуван за четене на книгата „Хляб и свобода“ от Пьотър Кропоткин. Набързо е скалъпен съдебен процес по обвинение, че е говорил срещу народната власт. Съдията го пита дали е анархист. Отговаря: „Аз се стремя да бъда анархист, но доколко съм такъв ще кажат ония, които по-добре познават анархизма“. Така получава присъда от шестнадесет месеца.
За известно време е въдворен в лагера край село Богданов дол за „превъзпитание“, за малко търка наровете в Хасковския затвор, после и в Централния затвор. Там е заедно с Манол Васев, Васил по прякор „Народа“, Желязко Петков, Трендафил Марулевски, Стоян Цолов, Стоян Доколянков, д-р Балев. Затворник е от 27 юни 1949 г. до 1 март 1950 г.
В Пловдив Стефан Попов поддържа активно връзка с приятели като Таньо Катъров от Стара Загора, Христо Колев от Карлово, Ганчо Дамянов от Казанлък, Илия Петканов от град Стамболийски, Христо Колев – Големия, Александър Наков от Перник, Георги Попов от Велинград, Стоян Цолов от София. Апартаментът им с Латка Велкова служи за клуб на анархистите. Той е основният организатор на срещите, събранията и конференциите на ФАБ, които се провеждат в Пловдив.

## Семейство
През 1953 г. Стефан Попов се оженва за Латка Велкова († 12 юни 2015), също е от Конуш и симпатизантка на анархизма. Двамата работят за известно време в Хасково. Тя като счетоводител, той като строителен техник. След време се преместват в Пловдив. Имат една дъщеря – Марияна.